# Parafia Miłosierdzia Bożego we Wroniawach
Parafia Miłosierdzia Bożego we Wroniawach – parafia rzymskokatolicka, znajdująca się w archidiecezji poznańskiej, w dekanacie wolsztyńskim. 